# Pecetto di Valenza
Pecetto di Valenza (Apsèj in piemontese) è un comune italiano di 1 149 abitanti della provincia di Alessandria in Piemonte.

## Storia
In origine era noto come Pecetum Valentinum in quanto localizzato in prossimità dell'attuale Valenza, allora importante presidio a guardia degli attraversamenti sul Po. Era costruito attorno ad una grande villa, la tipica struttura economica patrizia del tardo periodo repubblicano e del primo impero romano, una combinazione di residenza di campagna, fattoria e fabbrica.
Fu probabilmente evangelizzato dal vescovo di Pavia san Siro e dopo la dominazione Longobarda entrò a fare parte della Marca Aleramica attorno all'anno Mille, per poi essere feudo del vescovo di Vercelli e dei signori di Occimiano nell'XI e XII secolo.
La posizione dominante su una diramazione della romana via Julia Augusta che conduceva all'attuale Asti, i cui resti sono stati ritrovati nella sottostante Pellizzari, in prossimità della moderna provinciale, ne faceva un luogo di rilevante importanza economica e militare. Sulla sommità della rupe tufacea che domina la parte nord del paese fu infatti costruito un castello, menzionato in una bolla imperiale del XIII secolo che elenca i benefici accordati ai Marchesi del Monferrato. Di esso non rimangono che le fondamenta di una torre ed il nome "La Rocca" che designa il luogo, posto immediatamente alle spalle del moderno edificio comunale: Pecetto fu infatti lungamente contesa tra i Visconti e gli Aleramici ed una volta annessa al Ducato di Milano fu poi coinvolta nella guerra tra Francesi e Spagnoli per il dominio in Italia, nel corso della quale il castello finì distrutto nel 1557.
Passata ai Savoia non si menzionano fatti particolari in età napoleonica, risorgimentale e moderna, salvo l'impiego come posto di osservazione delle mosse dell'esercito austriaco da parte di Vittorio Emanuele II durante la seconda guerra di indipendenza, a riprova della sua importanza militare.

### Simboli
Lo stemma e il gonfalone del comune di Pecetto di Valenza sono stati concessi con decreto del presidente della Repubblica del 9 settembre 1999.
Il gonfalone è un drappo di azzurro.

## Monumenti e luoghi d'interesse
- Chiesa di Santa Maria e San Remigio
- Geosito Pecetto di Valenza

### La Rocca (giardino naturalistico e parco astronomico)
Il progetto di recupero ed apertura al pubblico de "La Rocca" quale giardino botanico e parco astronomico fu impostato nel 1996 e completato nel 2009 come contributo per l'anno Internazionale dell'Astronomia grazie al contributo dell'amministrazione comunale e del gruppo astrofili "Galileo" di Alessandria.
Il sito dell'antico castello ospita una collezione di antichi strumenti astronomici comprendenti meridiane, cerchi, plinti ed una grande rosa dei venti, nonché postazioni per l'installazione di telescopi.
Di grande interesse è il "Sentiero dei Pianeti", un percorso che si sviluppa sul perimetro della rupe e che ospita a distanze proporzionali alla distanza relativa dal Sole i simboli, le immagini, i dati relativi ai maggiori corpi del sistema solare. Il parco ospita specie vegetali locali, indicazioni naturalistiche, geografiche e storiche ed un punto panoramico alla sua estremità nord in corrispondenza delle fondamenta della torre dotato di stazione meteorologica.
"La Rocca" ospita manifestazioni, lezioni di scienze naturali ed astronomia a beneficio degli studenti della provincia di Alessandria e serate pubbliche di osservazione e divulgazione astronomica in occasione di particolari eventi celesti, in condizioni di accettabile inquinamento luminoso grazie alla posizione sopraelevata rispetto al paese. È accessibile dal cortile posteriore dell'edificio comunale.

## Società

### Evoluzione demografica
Abitanti censiti

## Economia
L'economia del paese si basa sulle attività agricole ed artigianali legate alla lavorazione dei gioielli, in virtù della vicinanza a Valenza, cui ha sottratto un certo numero di abitanti attirati dalla panoramicità del luogo. La collocazione su una lunga e verdeggiante prominenza collinare orientata da sud a nord ne fa inoltre meta ideale di escursioni cicloturistiche, con salite impegnative da Alessandria attraverso Valle San Bartolomeo e da Valenza attraverso Pellizzari o lungo strada Citerna.

## Amministrazione
Di seguito è presentata una tabella relativa alle amministrazioni che si sono succedute in questo comune.
| Periodo        | Periodo        | Primo cittadino      | Partito                      | Carica  | Note  |
| -------------- | -------------- | -------------------- | ---------------------------- | ------- | ----- |
| 13 giugno 1985 | 31 maggio 1990 | Vincenzo Marchelli   | Partito Comunista Italiano   | Sindaco | [ 7 ] |
| 31 maggio 1990 | 24 aprile 1995 | Vincenzo Marchelli   | Partito Comunista Italiano   | Sindaco | [ 7 ] |
| 24 aprile 1995 | 14 giugno 1999 | Marina Repetti Metta | centro-sinistra              | Sindaco | [ 7 ] |
| 14 giugno 1999 | 14 giugno 2004 | Marina Repetti       | centro-sinistra              | Sindaco | [ 7 ] |
| 14 giugno 2004 | 8 giugno 2009  | Flavio De Stefani    | lista civica                 | Sindaco | [ 7 ] |
| 8 giugno 2009  | 26 maggio 2014 | Flavio De Stefani    | lista civica: meglio Pecetto | Sindaco | [ 7 ] |
| 26 maggio 2014 | 26 maggio 2019 | Andrea Bortoloni     | lista civica: meglio Pecetto | Sindaco | [ 7 ] |
| 26 maggio 2019 | 9 giugno 2024  | Andrea Bortoloni     | lista civica: meglio Pecetto | Sindaco | [ 7 ] |
| 9 giugno 2024  | in carica      | Andrea Bortoloni     | lista civica: meglio Pecetto | Sindaco | [ 7 ] |